# Fahrzeugkoordinatensystem

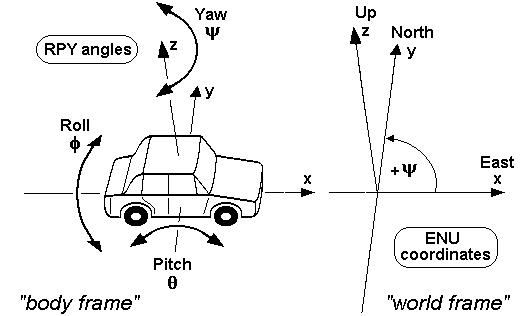
Fahrzeugkoordinatensystem und -winkel von Autos und anderen Landfahrzeugen für den Bereich der Fahrdynamik – rechts das als Bezug verwendete äußere Koordinatensystem

Ein Fahrzeugkoordinatensystem ist ein dreidimensionales kartesisches Koordinatensystem, das fest mit dem Fahrzeug verbunden ist.
Die (positive) Ausrichtung der drei Achsen unterscheidet sich je nach Anwendungsbereich. Aus der Ausrichtung von x- und z-Achse ergibt sich dabei jeweils die Ausrichtung der y-Achse, da es sich in jedem Fall um ein  rechtshändiges Koordinatensystem handelt.

## CAE-Techniken
Beim Einsatz von CAE-Techniken (insbesondere CAD und CAQ) ist die Kenntnis der jeweiligen Fahrzeugkoordinaten wichtig, um alle simulierten Bauteile stets lagerichtig zu einem virtuellen Fahrzeug zusammensetzen zu können. Die x-Achse weist hier nach hinten, die z-Achse nach oben.

## Fahrdynamik
In der Fahrdynamik dient es zur Beschreibung der Raumlage des Fahrzeugs gegenüber dem ortsfesten Koordinatensystem (DIN ISO 8855). Die x-Achse weist nach vorn, die z-Achse nach oben. Die Orientierung wird durch drei Eulerwinkel definiert (Gierwinkel, Nickwinkel, Wankwinkel). Im Englischen entspricht dies den Bezeichnungen Yaw (Gierwinkel), Pitch (Nickwinkel), Roll (Wankwinkel) (vgl. Zeichnung). Das Koordinatensystem, das durch die erste Drehung um den Gierwinkel entsteht, wird als horizontiertes Achsensystem bezeichnet. In diesem ist z. B. die Querbeschleunigung definiert.

## Luftfahrt

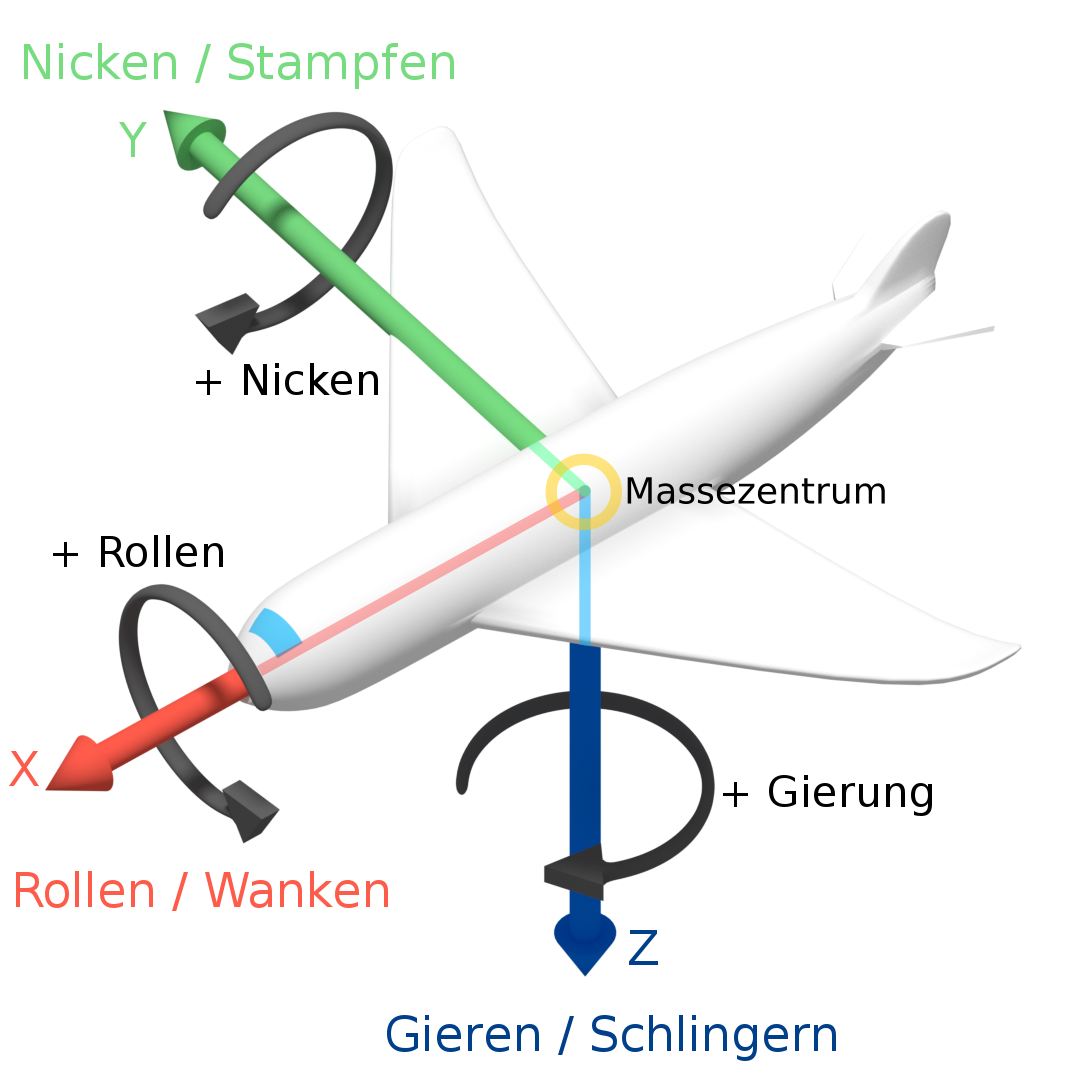
Fahrzeugkoordinatensystem und -winkel von Luftfahrzeugen

In der Luftfahrt ist nach DIN 9300 die x-Achse nach vorn, die z-Achse nach unten gerichtet.